# David Pham
David Pham (Vietnam del Sud, 10 febbraio 1967) è un giocatore di poker vietnamita naturalizzato statunitense, vincitore di due braccialetti delle WSOP e sette volte finalista al WPT.

## Biografia
All'età di 17 anni Pham fugge dal Vietnam del Sud diretto negli Stati Uniti a bordo di una barca con 145 persone a bordo, di cui solo 46 sopravvissero al viaggio. Approdato negli Stati Uniti, Pham trova lavoro nella lavanderia di suo cugino. Suo cugino è il famoso giocatore professionista di poker Men "The Master" Nguyen, da cui Pham ha imparato a giocare a poker-

## Poker
Ad agosto 2014, il totale delle sue vincite nei tornei live supera la cifra di $8,800,000. I suoi 36 piazzamenti nel circuito delle WSOP hanno contribuito per $1,375,519 del totale.

### World Series of Poker
Pham ha vinto un braccialetto alle WSOP del 2001 nel torneo $2,000 S.H.O.E., sconfiggendo al tavolo finale giocatori del calibro di Tom McEvoy, John Cernuto, Cyndy Violette e Paul Darden. Nel 2001 si piazzò a premi nel torneo $10,000 No Limit Hold'em Main Event, dove finì 44°. Nel 2006, Pham ha vinto il suo secondo braccialetto nel torneo $2,000 No Limit Hold'em Shootout.

### Braccialetti delle WSOP
| Anno | Torneo                           | Premio(US$) |
| ---- | -------------------------------- | ----------- |
| 2001 | $2,000 S.H.O.E.                  | $140,455    |
| 2006 | $2,000 No Limit Hold'em Shootout | $240,222    |

### World Poker Tour
Nel febbraio 2003, Pham ha vinto il torneo $5,000 Limit Hold 'em del LA Poker Classic, sconfiggendo giocatori come John Phan, Jennifer Harman e Erick Lindgren e portando a casa il primo premio di $457,320.
Più tardi, nel dicembre 2004, ha sconfitto Alan Goehring in heads-up vincendo il torneo $3,000 No Limit Hold 'em al Five Diamond World Poker Classic, guadagnando un premio di $414,419.
Il 28 marzo 2008 Pham si è qualificato al suo sesto tavolo finale del WPT World Poker Challenge, dove ha chiuso quinto a guadagnando $93,664.
L'11 Novembre 2008 Pham ha concluso al quarto posto al WPT Foxwoods World Poker Finals, guadagnando $240,344.
Sin dalla nascita del WPT, Pham ha disputato sette tavoli finali, senza però vincere mai un titolo.

### European Poker Tour
Nel gennaio 2008, ottiene un quarto posto da $600,000 all'EPT PokerStars Caribbean Poker Adventure, dopo essere stato eliminato al tavolo finale da Bertrand Grospellier che ha chiamato l'all-in di Pham con un draw di colore nuts al turn, materializzatosi poi al river.